# Francesco Saverio Maria Bianchi
Francesco Saverio Maria Bianchi, detto l'Apostolo di Napoli (Arpino, 2 dicembre 1743 – Napoli, 31 gennaio 1815), è stato un presbitero italiano dell'ordine dei Chierici Regolari di San Paolo, direttore spirituale di numerosi illustri personaggi del suo tempo. Papa Pio XII lo ha proclamato santo nel 1951.

## Biografia
Nato ad Arpino nel 1743, venne educato nel locale "Collegio dei Santi Carlo e Filippo" dei padri Barnabiti. Intraprese gli studi giuridici a Napoli ma, vinta la resistenza dei genitori, volle farsi sacerdote e nel 1762 entrò nell'Ordine dei Barnabiti. Fece il suo Noviziato a Zagarolo, nel Collegio annesso alla Chiesa della SS.ma Annunziata, professando i voti il 27 dicembre 1763. Proseguì gli studi a Macerata, poi a Roma e infine a Napoli, dove fu ordinato sacerdote nel 1767.
Insegnò nel Collegio di Arpino per circa due anni e fu poi inviato al "Collegio San Carlo" di Napoli, dove insegnò filosofia e matematica. La sua vasta cultura gli permise di ricoprire incarichi via via più importanti. Dal 1778 venne chiamato ad insegnare nell'Università di Napoli e l'anno seguente divenne socio della Reale Accademia di Scienze e Lettere.
L'intensa attività nell'ambito culturale non gli impedì però di vivere in sintonia con la sua vocazione religiosa. Continuò sempre a svolgere importanti incarichi nella sua Congregazione e a farsi promotore di opere di carità, tanto da essere molto stimato nella capitale partenopea.
Con il trascorrere degli anni la sua vocazione si orientò verso il misticismo. I suoi biografi fanno iniziare questo periodo a partire dalla Pentecoste del 1800, quando si trovò in estasi davanti al Santissimo Sacramento. La sua fama di santità crebbe anche per la coraggiosa sopportazione di un male misterioso alle gambe che lo costrinse su una poltrona negli ultimi tredici anni di vita. Fu confessore di Carlo Emanuele IV di Savoia, di sua moglie Maria Clotilde e di numerosi cardinali e vescovi. Da lui traggono consigli spirituali santa Maria Francesca delle Cinque Piaghe e tanti altri.
Fu affiancato per quindici anni da Don Bartolomeo Corvo (Napoli, 1784 – Napoli, 16 giugno 1852), detto "vir eximiae sanctitatis" o con odore di santità e sepolto col permesso del re Ferdinando II nella chiesa di Pontecorvo a Napoli.
La sua fama lo portò ad essere chiamato "Apostolo di Napoli" mentre era ancora in vita. Si diceva che un suo gesto di benedizione avesse fermato la lava del Vesuvio durante le eruzioni del 1804 e del 1805.
Negli ultimi tre anni il suo male si aggravò, le sue gambe si riempirono di piaghe fino ad impedirgli ogni movimento. 
Morì il 31 gennaio 1815 lasciando a Don Bartolomeo Corvo il compito di restaurare l'Ordine dei Barnabiti a Napoli, soppresso con le leggi napoleoniche del 1810.

## Culto
Papa Leone XIII lo beatificò il 22 gennaio 1893 e papa Pio XII lo canonizzò il 21 ottobre 1951. Le sue spoglie sono conservate nella chiesa di Santa Maria di Caravaggio a Napoli.
La memoria liturgica ricorre il 31 gennaio.